# Доскино (село)
До́скино — село в Богородском районе Нижегородской области, центр Доскинского сельсовета.
Село расположено в 15 км от Богородска, на правом высоком берегу Оки, на региональной автодороге Р125 и на левом берегу реки Пыры. В Доскино от Р125 отходит участок длиной 15 км, соединяющий её с федеральной трассой М7 (Волга). В 1 км от Доскино расположен мост через Оку.

## История
Точный возраст села Доскино неизвестен, по разным сведениям, он составляет от 500 лет до тысячи и более. Известно, что в XVII веке село принадлежало Копыре Доскину.
В XIX веке село Большое Доскино было центром Доскинской волости Нижегородского уезда. В селе была церковь и почтовый ям. Рядом была деревня Малое Доскино. Жители села занимались ковкой гвоздей в кузницах-шиповках, добычей гипса и песчаника.
В 1862 году в 10 км к северу от Доскино, на низком противоположном берегу Оки, была построена одноимённая железнодорожная станция. Пристанционный посёлок получил название Новое Доскино. Впоследствии посёлок вошёл в состав Нижнего Новгорода.
В 1964 году село Большое Доскино и деревня Малое Доскино были объединены в село Доскино.

## Культура и образование
К 1904 году в Доскино существовала каменная церковь с тремя престолами: главный — в честь Казанской иконы Божией Матери (холодный), правый — в честь святого благоверного князя Александра Невского (тёплый) и левый — в честь святых чудотворца Николая и великомученицы Екатерины. В 1941 году церковь была закрыта и переоборудована под клуб, в 1945 году превращена в зернохранилище. В XXI веке начато восстановление церкви, при ней открыта воскресная школа.
В Доскино было 3 земских школы. Трёхклассная Мало-Доскинская школа была открыта в 1899 году. В 1907 году она стала двухклассным училищем, в 1911 — школой крестьянской молодёжи. При школе действовали курсы бригадиров колхозов. В 1932 году она была объединена с затонской фабрично-заводской семилетней школой. Объединённая школа занимала 4 здания и называлась полной средней. Современное трёхэтажное кирпичное здание школы было построено в 1974 году.